# Mindaugas Kuklierius

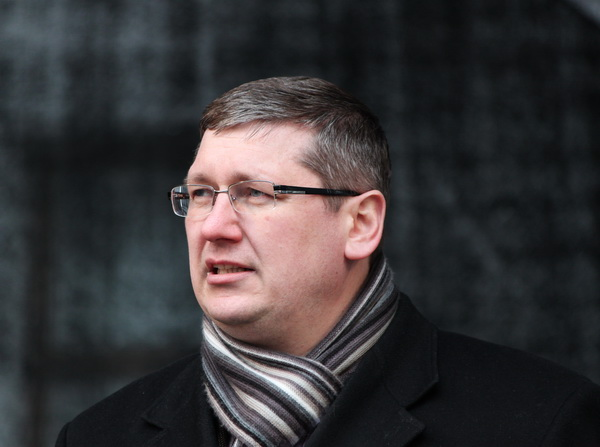
Mindaugas Kuklierius

Mindaugas Kuklierius (* 19. Mai 1972 in der Rajongemeinde Kaunas) ist ein litauischer ehemaliger Politiker und Vizeminister der Landwirtschaft.

## Leben
Nach dem Abitur absolvierte er 1996 das Masterstudium der agrarischen Wirtschaft und Organisation an der Fakultät für Wirtschaft der Lietuvos žemės ūkio universitetas.
1996 nahm er am Studentenaustauschprogramm mit Southern Illinois University und University of Illinois teil.
Von 1999 bis 2000 studierte er an der Odense Universitet und 2006 Politik an der University of Birmingham.
Von 1993 bis 1994 bildete sich er weiter in Dänemark (Richtung Milchproduktion in der Landbauerwirtschaft).
Von 1997 bis 1999 war er Direktor der Abteilung für internationale Zusammenarbeit am Landwirtschaftsministerium Litauens.
Von 2000 bis 2001 war er Vizeminister. Von 2001 bis 2003 arbeitete er bei Vilniaus bankas und von 2003 bis 2005 Nord/LB als Kreditanalytiker. Von 2008 bis 2009 war er Ministerberater. Ab April 2009 war er stellvertretender Landwirtschaftsminister Litauens (Stellvertreter des Ministers Kazys Starkevičius im Kabinett Kubilius II), vom Dezember 2012 bis Juli 2014 Stellvertreter von Vigilijus Jukna im Kabinett Butkevičius. Er gelang zur „Schwarzen Liste“ von der litauischen Präsidentin Dalia Grybauskaitė und sollte die Politik verlassen. Danach arbeitete ar als Attaché der Landwirtschaft Litauens.
Er spricht neben Litauisch auch Russisch, Englisch und Deutsch.